# Cerano
Cerano (piemontisch Sciareu, lombardisch Sciarön) ist eine Gemeinde mit 6775 Einwohnern (Stand 31. Dezember 2023) in der italienischen Provinz Novara (NO), Region Piemont.
Die Nachbargemeinden sind Abbiategrasso, Boffalora sopra Ticino, Cassolnovo, Magenta, Robecco sul Naviglio, Sozzago und Trecate. Der Schutzheilige des Ortes ist Beato Pacifico Ramati.

## Geographie
Der Ort liegt auf einer Höhe von 134 m über dem Meeresspiegel.
Das Gemeindegebiet umfasst eine Fläche von 32 km².

## Bevölkerungsentwicklung

### Persönlichkeiten
- Giovanni Battista Crespi (1573–1632), auch als il Cerano bekannt, italienischer Maler, Bildhauer und Architekt